# Park Juliusza Słowackiego

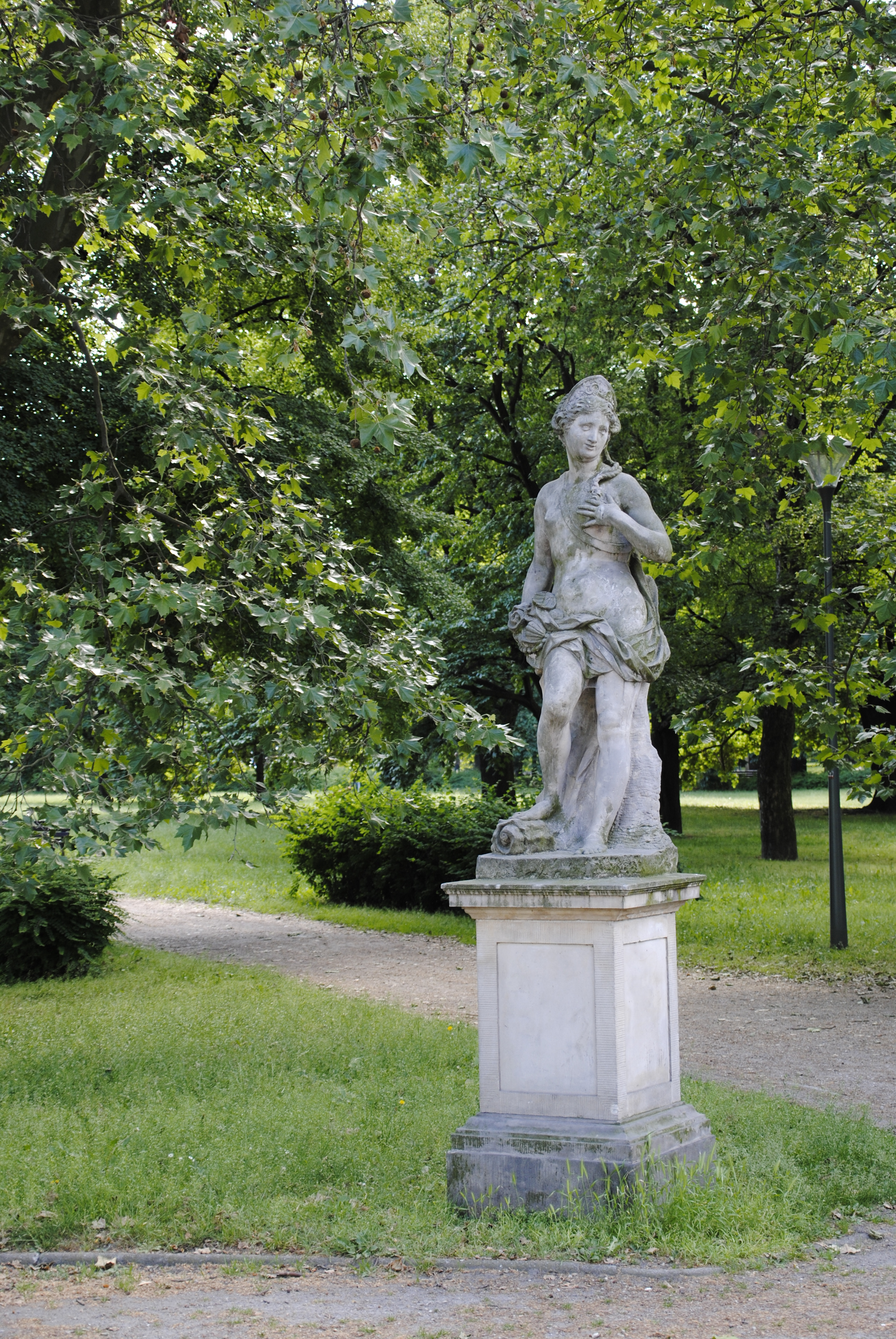
Juliusz Słowacki Park in Breslau

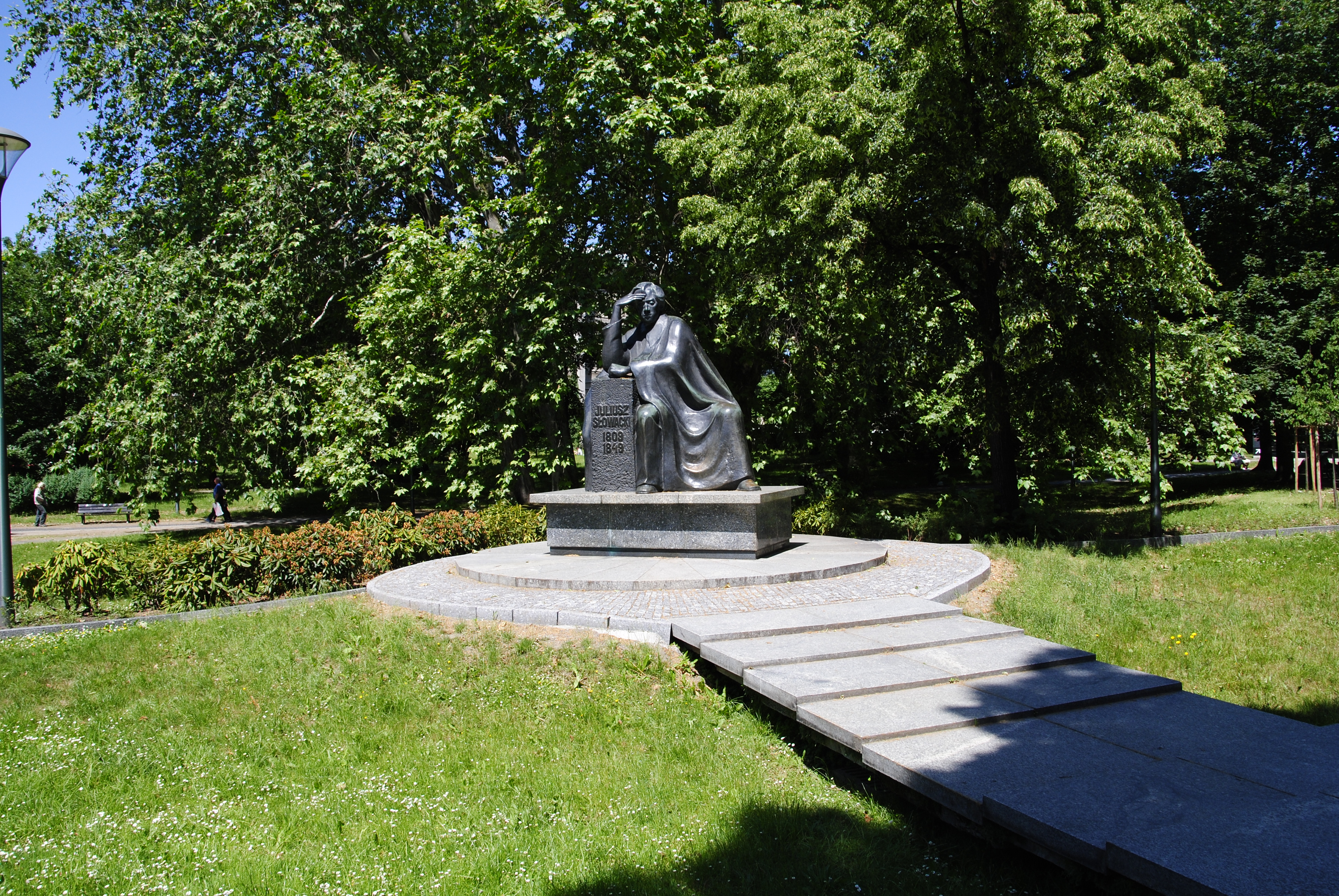
Denkmal für Juliusz Słowacki im Park

Der Park Juliusza Słowackiego ist eine Grünanlage in der östlichen Innenstadt von Breslau. Er ist nach dem polnischen Dichter Juliusz Słowacki benannt.

## Lage
Der Park liegt östlich der Breslauer Altstadt sowie südlich der Dominsel. Er wird von vier Verkehrsstraßen umgeben: Ulica Andrzeja Frycza Modrzewskiego, Ulica Jana Ewangelisty Purkyniego, Juliusza Słowackiego Allee sowie dem Platz Plac Powstańców Warszawy. Am Park selbst liegen heute wichtige kulturelle Gebäude, wie das Nationalmuseums, das Panorama von Racławice, das Bernhardinerkloster (heute vom Architekturmuseum genutzt), sowie das Postamt der Stadt.

## Geschichte
Die 5,74 Hektar große Grünfläche entstand in der zweiten Hälfte des 19. Jahrhunderts. 1866 wurde der Park auf dem Bereich der zugeschütteten Ohle (pl. Oława) angelegt.
Rund um den Park entstanden im 19. Jahrhundert mehrere Gebäude, darunter das Gebäude des heutigen Nationalmuseums. Im Zweiten Weltkrieg wurden viele davon zerstört. Dadurch kam es nach dem Krieg zu einer Erweiterung des Parks. Zwischen 1961 und 1967 wurde im nördlichen Bereich des Parks das Panorama von Racławice erbaut. 1979 kam die Skulpturgruppe Erwartung (poln. Oczekiwanie) hinzu, 1984 das Denkmal für Juliusz Słowacki. Im Jahr 2000 wurde das Denkmal für die Opfer des Massakers von Katyn enthüllt.
Heute findet man im Park eine große Anzahl von verschiedenen Pflanzen- und Tierarten.

## Galerie

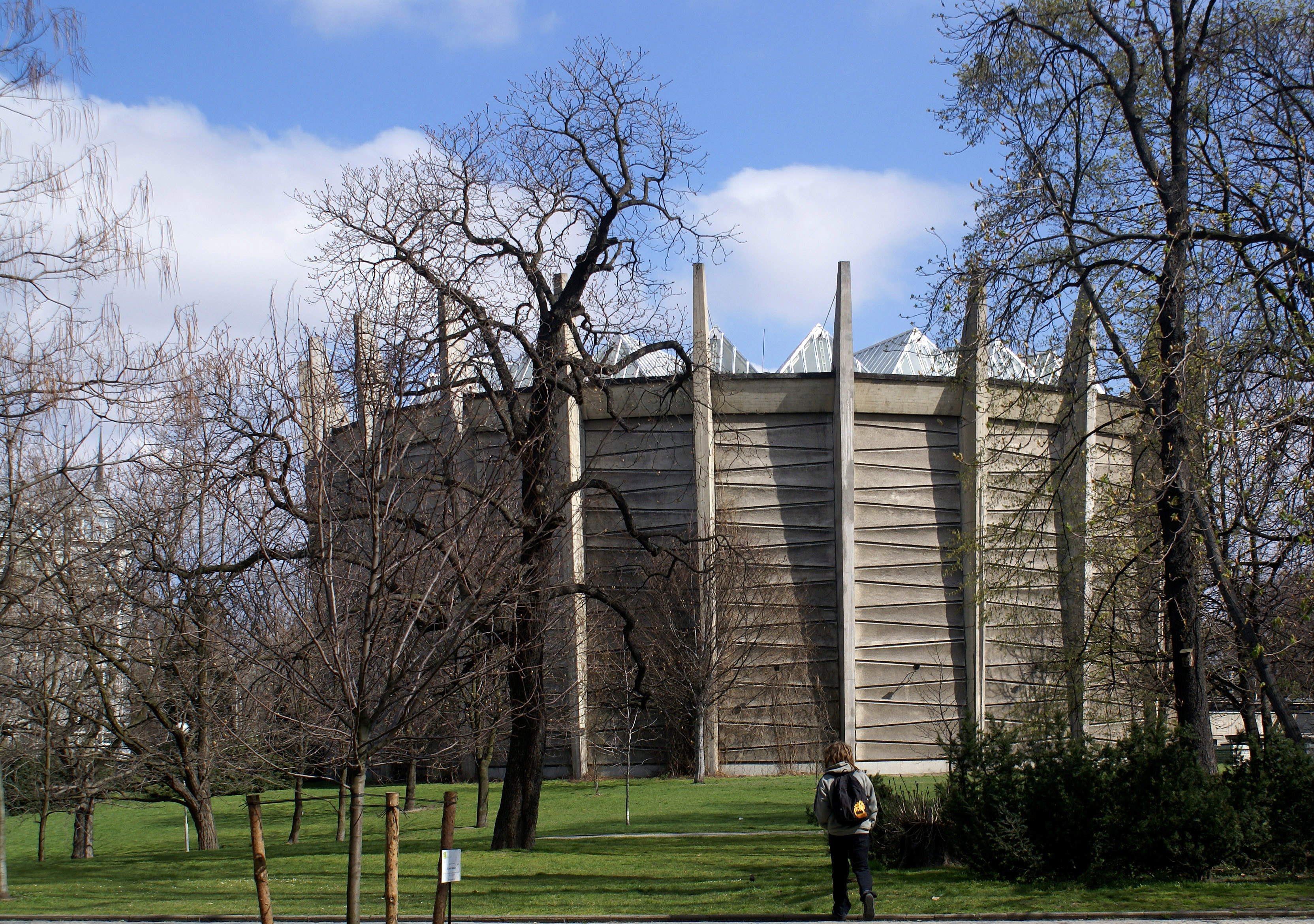
Panorama von Racławice
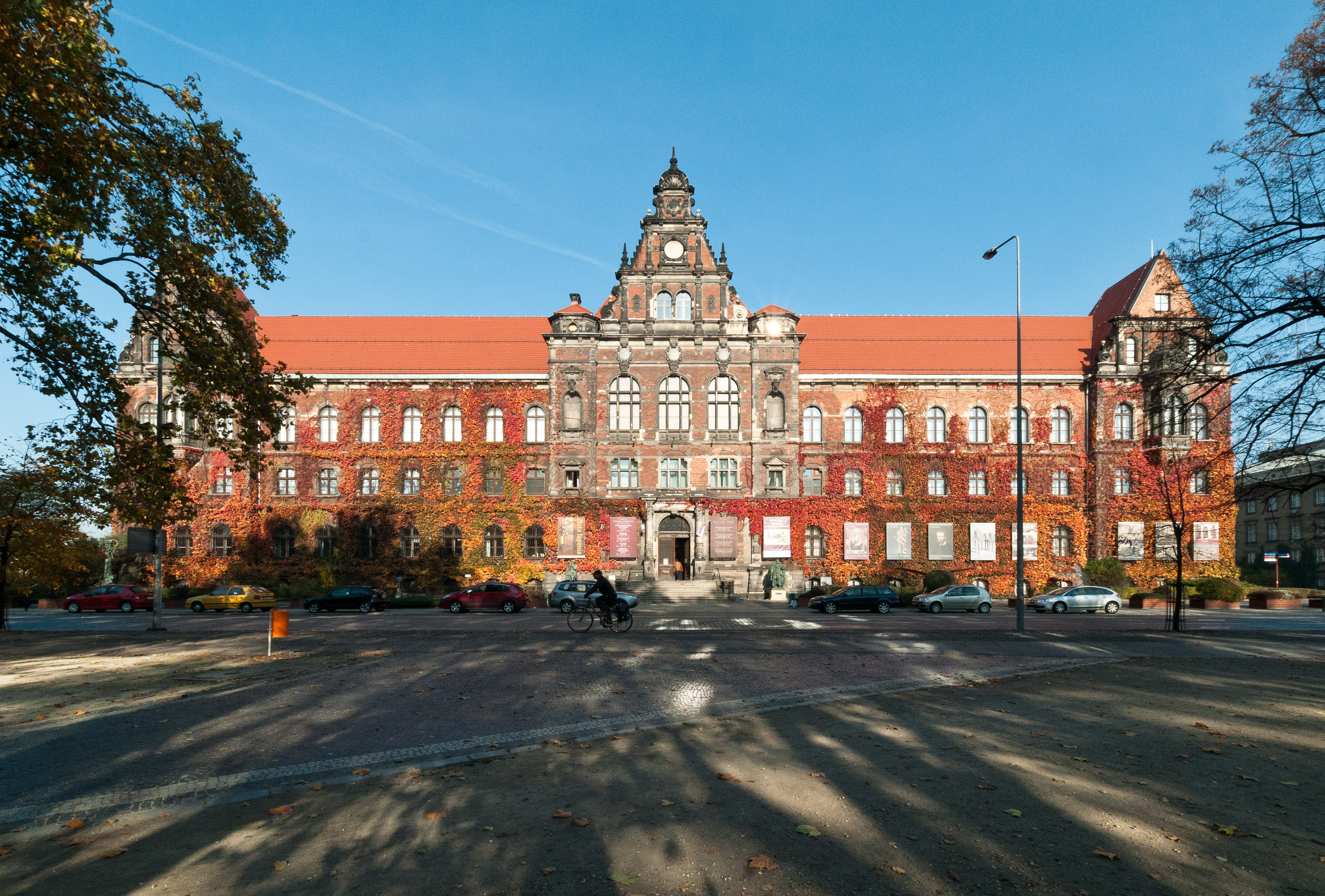
Nationalmuseum
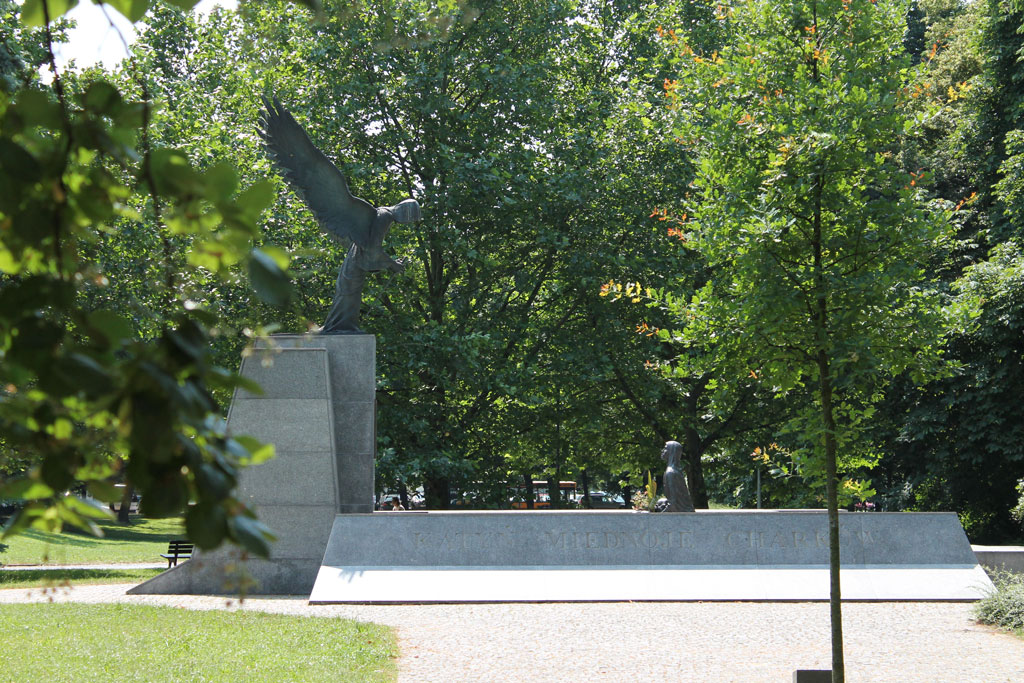
Denkmal für die Opfer des Massakers von Katyn
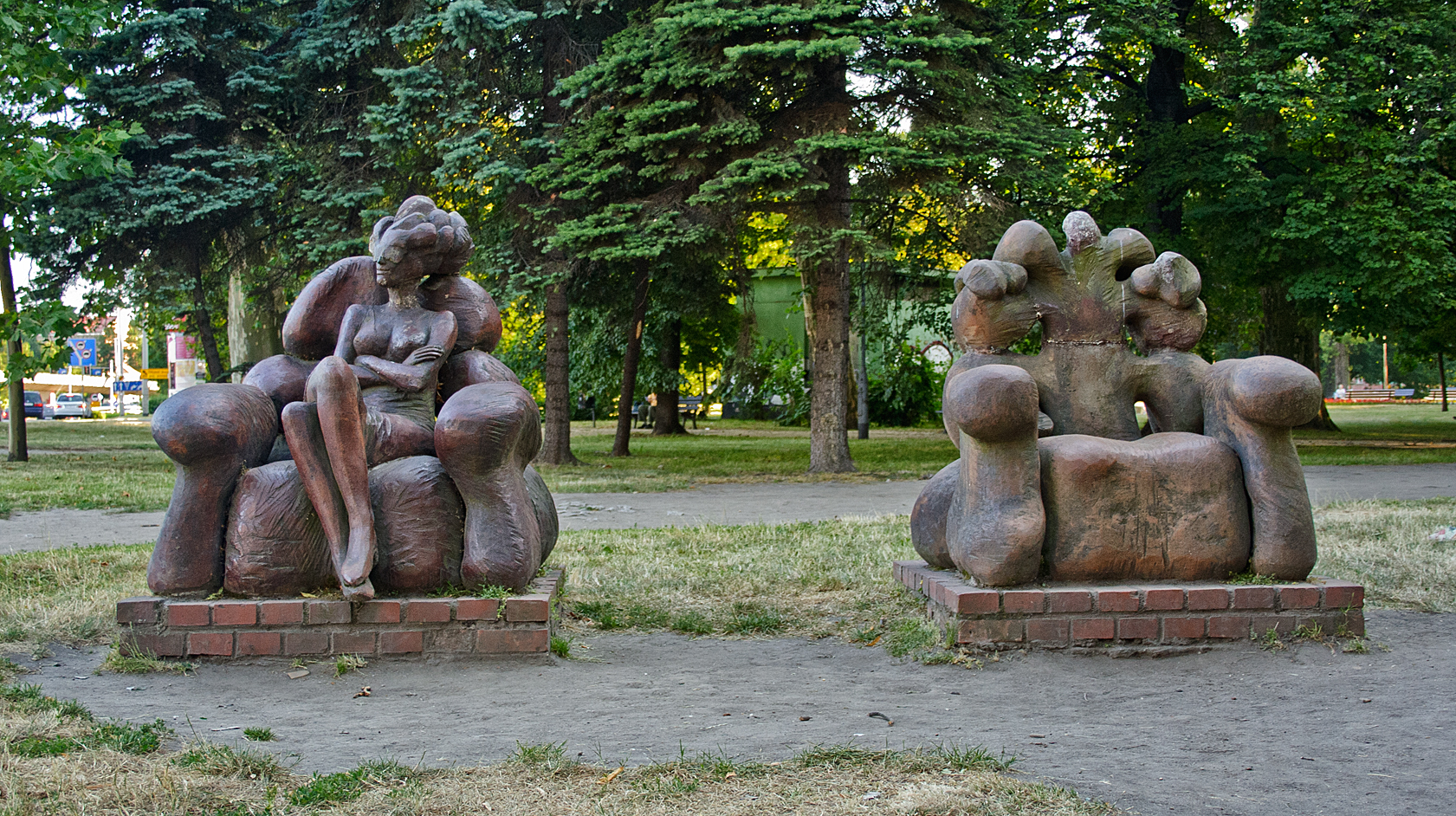
Oczekiwanie